# Катастрофа Ан-26 в Палане (2021)
Катастрофа Ан-26 в Палане (2021) — авиационная катастрофа, произошедшая 6 июля 2021 года в Камчатском крае. Авиалайнер Ан-26Б-100 Камчатского АП выполнял плановый рейс PTK251 по маршруту Петропавловск-Камчатский—Палана, но при заходе на посадку в пункте назначения столкнулся с сопкой. Погибли все находившиеся на его борту 28 человек — 22 пассажира и 6 членов экипажа.

## Самолёт
Ан-26Б-100 (регистрационный номер СССР-26085, заводской 12310, серийный 123-10) был выпущен Киевским авиационным заводом 24 мая 1982 года. С 23 января 1993 года по май 1994 года эксплуатировался авиакомпанией «Пермьтрансавиа» (борт RA-26085). С мая 1994 года по 8 апреля 2002 года находился в лизинге у ООН, затем (с 8 апреля по июль 2002 года) в авиакомпании Air Mali. С июля 2002 года хранился в Киеве в собственности компании «Киевская Русь» (борт UR-BXP). 17 мая 2013 года был куплен Камчатским авиационным предприятием. Оснащён двумя турбовинтовыми двигателями АИ-24ВТ ЗМКБ «Прогресс» имени А. Г. Ивченко. На день катастрофы совершил 10 498 циклов «взлёт-посадка» и налетал 21 492 часа.
Сертификат лётной годности самолёта истекал 30 августа 2021 года.

## Экипаж и пассажиры
На борту самолёта находились 6 членов экипажа и 22 пассажира.
- Командир воздушного судна (КВС) — 34-летний Дмитрий Александрович Никифоров. Устроился в Камчатское авиационное предприятие 15 июля 2013 года (проработал в нём 7 лет и 11 месяцев) на должность второго пилота Ан-26. 23 августа 2019 года был квалифицирован на командира Ан-26. Также управлял самолётом Ан-2. Налетал 3340 часов, 2885 из них на Ан-26 (746 из них в качестве КВС)[6].
- Второй пилот — 27-летний Александр Вячеславович Анисимов. Устроился в Камчатское авиационное предприятие 6 августа 2018 года (проработал в нём 2 года и 11 месяцев) на должность второго пилота Ан-26. Также управлял самолётами Diamond DA40 и Diamond DA42. Налетал 1253 часа, 1091 из них на Ан-26[6].
- Штурман — 49-летний Владимир Каримович Садиев. Устроился в Камчатское авиационное предприятие 11 января 2018 года (проработал в нём 3 года и 5 месяцев). На должность штурмана Ан-26 был квалифицирован 11 апреля 2019 года. Также управлял самолётами Бе-12 и Ан-72. Налетал 2090 часов, 1262 из них на Ан-26[6].
- Бортмеханик — 65-летний Рюстем Дулкынович Завгаров. Устроился в Камчатское авиационное предприятие 20 ноября 1991 года (проработал в нём 29 лет и 7 месяцев). Изначально был бортмехаником на Як-40, позже был квалифицирован на бортмеханика Ан-26. Налетал 9449 часов, 6837 из них на Ан-26. Помимо этого, был известным бардом[7].
- Бортоператор — 31-летний Иван Владимирович Неверов. В его обязанности входило техническое обслуживание самолёта[8].
- Стюардесса — 39-летняя Ирина Николаевна Середа[9].

## Хронология событий
Самолёт прибыл в аэропорт Петропавловска-Камчатского за 1 час и 30 минут до планового времени вылета, при этом вылет рейса первоначально был запланирован на 11:00 по местному времени, однако в связи с плохими метеоусловиями вылет был отложен.
Перед вылетом экипаж прошёл обязательный медицинский осмотр.
В 12:32:36 экипаж связался с диспетчером Петропавловск-Старт и запросил разрешение на буксировку и руление.

В 12:32:50 диспетчер сообщил:
«26-0-85,  Петропавловск-Старт, добрый день, вам разрешено согласно плану на Палану, ВПП 34 левая, вылет КУЛОД  4 ДЕЛЬТА, первоначально набор эшелона 100, после взлёта работать с Петропавловск-Круг 119,4, выталкивание и запуск разрешаю.»
В 12:56 по местному времени рейс 251 вылетел из аэропорта Елизово, взяв курс 340. Расчётное время прибытия в Палану — 15:05.

Примерно через минуту после вылета экипаж связался с диспетчером Петропавловск-Круг, сообщив:
«ПТР-Круг,  26-0-8-5, добрый день, взлёт произвёл, сию отменяю полёт по трём П, перешёл ПВП, ТИНЕН3 12-я»
Диспетчер дал указание набирать эшелон 150.

В 13:09:06 диспетчер вновь вышел на связь:
«26-0-85, контроль по вторичному, продолжать набор эшелона 1-5-0, над ТИНЕН работать ПТР-Контроль 135,4, хорошего полёта, до свидания!»
Экипаж сообщил, что будет следовать на эшелоне 130, диспетчер разрешил занять эшелон.
Полёт продолжался на эшелоне с включённым автопилотом на скорости 330-340 км/ч.
В 13:11:49 экипаж связался с диспетчером Петропавловск-Контроль.
В 13:20:49 экипаж связался с диспетчером Мильково-Вышка, а в 13:32:50 вновь связались с диспетчером Петропавловск-Контроль.

В 14:00 экипаж связался с диспетчером, чтобы запросить погоду в Палане, однако у диспетчера не было данных о погоде в данный момент, поэтому он сообщил экипажу о погоде, по данным на 13:30:
«0-85, погода Паланы время 01:30: ветер у земли 250° 7, видимость более  10, вблизи аэродрома туман, облачность незначительная на 300, сплошная на 810, температура +11, давление QFE 750 мм или 1009 гПа»
Из-за неустойчивой связи по просьбе экипажа диспетчер повторил эту информацию несколько раз. После экипаж подтвердил получение информации.

Позже диспетчер сообщил свежую информацию о погоде:
«… ветер 230  градусов, 6, видимость более 10, вблизи аэродрома туман, облачность незначительная на 300, сплошная на 720, температура +10, давление QFE — 757 мм или 1009 гПа»
В 14:09:40 диспетчер Петропавловск-Контроль дал экипажу указание связаться с диспетчером Тигиль-Вышка. Связь с диспетчером  была установлена в 14:09:47.

В 14:15:31 экипаж вышел на связь с диспетчером Палана-Вышка и сообщил: 
«Вышка 0-85, МАНУБ рассчитываю на 70-м эшелоне пройти 10-ю  минуту, прибытие 44-я, заход ПВП, ВПП-11». В ответ диспетчер еще раз зачитала экипажу сводку погоды и рекомендовала заход «ОПРС на ВПП 29»
После этого между диспетчером и экипажем состоялся следующий диалог:
| Э | Понял, 26-0-85                                                              |
| Д | 26-0-85, до входа в зону                                                    |
| Э | До входа в зону, нет сейчас такого захода ОПРС на 29                        |
| Д | 26-0-85, повторите последнее сообщение                                      |
| Э | Нет сейчас такого захода ОПРС на ВПП-29, придём на 114, в визуальном полёте |
| Э | Палана-Вышка                                                                |
| Д | 26-0-85, приняла, заход ПВП, ВПП-11                                         |
| Д | 26-0-85, отменили полёт по приборам, в 2:15, заход ПВП, ВПП-11              |
| Э | Пока ещё ничего не отменял, до входа в зону, 0-85                           |
| Д | 0-85-й, до входа в зону                                                     |

В 14:26:36 экипаж вышел на связь с диспетчером Палана-Вышка и сообщил:
«.Палана-Вышка 0-85, поправочка, МАНУБ рассчитываем проход на эшелоне 1-3-0, заход ВПП-29,  NDB  Альфа,  визуальное маневрирование»
Диспетчер ответила:
«… ветер 260, 7 м/с, видимость более 10, несколько на 300, сплошная 720, вблизи туман, горы частично закрыты, давление 7-5-7, температура 10 градусов»
В 14:39:40 экипаж начал снижение.

В 14:40:39 диспетчер сообщила об условиях захода:
«… эшелон перехода 80, давление 757, контрольная высота 2417, полоса сухая, коэффициент сцепления 0-6, по курсу  посадки возможен перелёт птиц»
Экипаж принял информацию.
В 14:45:10 на высоте около 1350 метров экипаж отключил автопилот и начал левый разворот.
Скорость составляла 350 км/ч.
В 14:49:43 на скорости 340 км/ч самолёт начал снижение с высоты 400 метров до 250, что привело к столкновению со скалой. При этом, за три секунды до столкновения экипаж начал правый разворот с креном до 6 градусов.
Рейс 251 перестал выходить на связь примерно в 9 километрах от аэропорта Палана. Позднее, в 3,8 километра от ВПП у подножия сопки были обнаружены обломки лайнера — фюзеляж самолёта был найден на берегу, а остальные части в воде в прибрежной зоне Охотского моря. Выживших не найдено.

## Реакция
- Турция в заявлении своего МИДа выразила соболезнования в связи с катастрофой[14].
- Исполняющий обязанности премьер-министра Армении Никол Пашинян направил президенту России Владимиру Путину телеграмму с соболезнованиями по поводу катастрофы[15].
- Глава Бурятии Алексей Цыденов выразил соболезнования гражданам Камчатки, заявив, что «Бурятия глубоко потрясена новостью о страшной авиакатастрофе»[16].
- Глава Сербии Александр Вучич выразил соболезнования президенту России В. Путину и россиянам в связи с авиакатастрофой[17].
- Министр транспорта России Виталий Савельев  и глава Росавиации Александр Нерадько вылетели на место катастрофы для участия в поисково-спасательных работах[18][19].
- Губернатор Камчатского края Владимир Солодов заявил ТАСС о том, что власти края окажут финансовую помощь семьям погибших в катастрофе[20].
- Посол США в Москве Джон Салливан выразил соболезнования в связи с катастрофой[21][22].
- В заявлении своего МИДа власти Египта выразили соболезнования России в связи с катастрофой[23].
- Глава Якутии Айсен Николаев выразил соболезнование жителям Камчатского края в связи с катастрофой[24].
- МИД Греции заявило, что «глубоко опечалено событиями в России» и выразило соболезнования родным погибших[25].
- Посольство Пакистана в Москве выразило соболезнования родным погибших в катастрофе[26].
- С 7 по 9 июля в Камчатском крае был объявлен траур[27].
- Жители Петропавловска-Камчатского организовали стихийный мемориал катастрофе на ступенях стелы «Город воинской славы» в центре города. Горожане несут на мемориал цветы в память о погибших[28].
- Также стихийный мемориал был образован на центральной площади посёлка Палана[29].
- Владимир Путин направил главе Камчатского края Владимиру Солодову телеграмму с соболезнованиями в связи с катастрофой[30].
- Председатель Китая Си Цзиньпин направил Владимиру Путину телеграмму с соболезнованиями[31].
- 13 июля на территории Камчатки был введён режим ЧС в связи с катастрофой[32].
- 15 июля пресс-секретарь президента России Дмитрий Песков заявил, что парк региональных самолётов в России нуждается в обновлении в ответ на заявления СМИ о том, что именно их большой возраст становится причиной катастроф[33].

## Расследование
Следственный комитет РФ рассматривает три вероятные версии крушения самолёта:
- неблагоприятные погодные условия,
- технические неисправности самолёта,
- ошибки пилотирования[34].

После катастрофы Ространснадзор инициировал внеплановую проверку Камчатского авиационного предприятия и Госкорпорации по организации воздушного движения.
В день катастрофы Межгосударственный авиационный комитет (МАК) создал комиссию по расследованию причин катастрофы.
В поисках обломков самолёта участвовал самолёт Ил-38 Тихоокеанского флота ВМФ России.
Заместитель директора Камчатского авиационного предприятия Сергей Горб заявил, что возможной причиной катастрофы стал сильный боковой ветер.
Спасательная операция на месте происшествия была отложена на утро 7 июля из-за плохих погодных условий.
7 июля следователи начали изучение образцов авиатоплива, личных дел членов экипажа и допрос свидетелей.
На месте катастрофы работают 67 человек и 11 единиц техники, дополнительно на место отправились 14 человек. К операции привлечены и добровольцы, в их числе — родственники погибших.
Транспортная прокуратура России проведёт проверку Камчатского авиационного предприятия. Будут проверены данные по техническому обслуживанию самолёта, поддержании его летной годности, квалификация экипажа, прохождении им медицинских осмотров, а также общая организация безопасности полётов в авиакомпании.
8 июля специалисты МАК начали работу на месте катастрофы.
9 июля спасатели обнаружили оба бортовых самописца (речевой и параметрический) на склоне сопки, где произошла катастрофа. Один из самописцев получил серьёзные повреждения и не подлежит расшифровке.
По данным на 9 июля были обнаружены тела всех 28 погибших. Для их опознания понадобится ДНК-экспертиза.
12 июля было объявлено о том, что ошибки экипажа являются приоритетной версией причин катастрофы.
15 июля появилась предварительная расшифровка бортового самописца.
По итогам расследования Межгосударственного авиационного комитета основной причиной катастрофы стало нарушение экипажем установленной схемы захода на посадку и снижение ниже минимальной безопасной высоты в условиях ограниченной видимости. Экипаж не принял решение об уходе на второй круг или следовании на запасной аэродром, что привело к столкновению с возвышенностью.

### Комментарии
1. ↑  Здесь и далее указано камчатское время (UTC+9). В отчёте МАК используется всемирное координированное время (UTC)
2. ↑  15 000 футов или 4572 метра
3. ↑  13 000 футов или 3962 метра
4. ↑  Экипаж рейса 251
5. ↑  Диспетчер Палана-Вышка